# Мету, Чимези
Чимези Чуквудум Мету (англ. Chimezie Chukwudum Metu, род. 22 марта 1997, Лос-Анджелес, Калифорния) — нигерийский и американский профессиональный баскетболист, выступающий за испанский клуб «Барселона». На уровне колледжей выступал за Университет Южной Калифорнии, с которым получил несколько индивидуальных наград. На драфте НБА 2018 года был выбран под общим 49-м номером командой «Сан-Антонио Спёрс».

## Школа и колледж
Мету посещал среднюю школу Лоундэйла в Калифорнии. 12 мая 2014 года был подписан командой «Тродженс», которая представляла Университет Южной Калифорнии.
В первый год в колледже принял участие в 34 матчах, в 2 выходил в стартовом составе. В среднем набирал 6,4 очка и совершал 3,6 подбора за матч. Также совершил 54 блок-шота, что являлось вторым показателем в истории колледжа после Таджа Гибсона. Также сыграл 10 минут в матче против Провиденса в рамках первого раунда турнира первого дивизиона NCAA 2016 года.
На втором году Мету сыграл во всех 36 матчах, в среднем набирая по 14,8 очка и 7,8 подбора за матч. Также с командой ему удалось пробиться во второй раунд турнира первого дивизиона NCAA 2017 года. Также получил приз Самому прогрессирующему игроку конференции Pac-12 2017 года, попал во вторую сборную All-Pac-12 и был упомянут в числе All-Academic.
На третьем году обучения Мету сыграл 34 матча, в 33 из них выходил в стартовом составе. В среднем набирал 15,7 очка и совершал 7,4 подбора за матч. 23 февраля 2018 года появилось сообщение, что игрок получил $2,000 от спортивного агентства, однако сообщение опровергли в университете. 5 марта 2018 года вместе со своим одноклубником Джорданом Маклауглином попал в первую сборную конференции Аll-Pac-12. После трёх лет обучения в колледже не попал на турнир National Invitation Tournament 2018 года, так как боялся получить травму перед драфтом НБА.

## Профессиональная карьера

### Сан-Антонио Спёрс (2018—2020)
21 июня 2018 года Мету был выбран на драфте под общим 49-м номером командой «Сан-Антонио Спёрс». Позднее он попал в заявку для участия в Летней лиге НБА 2018 года. 4 сентября 2018 года Мету подписал контракт новичка с «Сан-Антонио Спёрс». 20 октября 2018 года Мету дебютировал в НБА, выйдя со скамейки на три минуты отметился двумя набранными очками, двумя подборами и одним блок-шотом, однако его команда со счётом 108–121 уступила «Портленду».
20 ноября 2020 года «Спёрс» отчислили Мету.

### Сакраменто Кингз (2020—2023)
28 ноября 2020 года Мету подписал контракт с «Сакраменто Кингз», но 22 декабря был отчислен после участия в четырех предсезонных играх. Два дня спустя он подписал двусторонний контракт с «Кингз».
28 апреля 2021 года «Кингз» подписали с ним многолетнее соглашение после 28 игр, в которых Мету выходил на площадку.

### Финикс Санз (2023—2024)
4 июля 2023 года присоединился к клубу «Финикс Санз». В рождественском матче Мету оформил дабл-дабл из 23 очков и 19 подборов в матче с «Даллас Маверикс».
8 февраля 2024 года Мету был обменян в «Мемфис Гриззлис» в рамках сделки с участием «Бруклин Нетс», а на следующий день он был отчислен.

### Детройт Пистонс (2024)
20 марта 2024 года Мету подписал 10-дневный контракт с «Детройт Пистонс», а 30 марта — контракт до конца сезона. 30 июня 2024 года «Пистонс» отказались от опции в контракте Мету, в результате чего игрок стал свободным агентом.

### Барселона (2024—настоящее время)
30 июля 2024 года Мету подписал годичный контракт с «Барселоной». Мету провел впечатляющий первый сезон в Европе в составе каталонцев. Пропустив более месяца из-за растяжения связок колена в ноябре, Мету значительно улучшил свои показатели в матчах с «Валенсией» и «Црвеной Звездой». Он набирал в среднем 11 очков за игру в Евролиге и 13,2 в Лиге ACB, став одним из ключевых игроков фронткорта «Барселоны». Его игра вызвала слухи о возможном продлении контракта с «Барселоной» или предложениях от других европейских клубов, например, о предполагаемом интересе со стороны мадридского «Реала».
Однако Мету не смог закончить сезон, так как получил серьезную травму в одной из последних игр регулярного чемпионата. 25 марта 2025 года ему пришлось покинуть площадку после разрыва ахиллова сухожилия в домашнем матче Евролиги против «Баварии».

## Карьера в сборной
27 августа 2019 года Мету был включен в окончательный состав сборной Нигерии на Чемпионат мира по баскетболу 2019 года.

## Личная жизнь
Мету родился в Лос-Анджелесе, где провёл первые годы своей жизни, после чего с отцом переехал в Нигерию в возрасте 6 лет. Затем ещё шесть лет он прожил в Нигерии, где занимался футболом.

## Статистика

### Статистика в НБА
| Сезон                                                                                    | Команда     | Регулярный сезон | Регулярный сезон | Регулярный сезон | Регулярный сезон | Регулярный сезон | Регулярный сезон | Регулярный сезон | Регулярный сезон | Регулярный сезон | Регулярный сезон | Регулярный сезон | Серия плей-офф | Серия плей-офф | Серия плей-офф | Серия плей-офф | Серия плей-офф | Серия плей-офф | Серия плей-офф | Серия плей-офф | Серия плей-офф | Серия плей-офф | Серия плей-офф |
| Сезон                                                                                    | Команда     | GP               | GS               | MPG              | FG%              | 3P%              | FT%              | RPG              | APG              | SPG              | BPG              | PPG              | GP             | GS             | MPG            | FG%            | 3P%            | FT%            | RPG            | APG            | SPG            | BPG            | PPG            |
| ---------------------------------------------------------------------------------------- | ----------- | ---------------- | ---------------- | ---------------- | ---------------- | ---------------- | ---------------- | ---------------- | ---------------- | ---------------- | ---------------- | ---------------- | -------------- | -------------- | -------------- | -------------- | -------------- | -------------- | -------------- | -------------- | -------------- | -------------- | -------------- |
| 2018/19                                                                                  | Сан-Антонио | 29               | 0                | 5,0              | 32,8             | 0,0              | 76,5             | 1,2              | 0,4              | 0,2              | 0,1              | 1,8              | Не участвовал  | Не участвовал  | Не участвовал  | Не участвовал  | Не участвовал  | Не участвовал  | Не участвовал  | Не участвовал  | Не участвовал  | Не участвовал  | Не участвовал  |
| 2019/20                                                                                  | Сан-Антонио | 18               | 0                | 5,9              | 57,1             | 0,0              | 76,9             | 1,8              | 0,6              | 0,2              | 0,3              | 3,2              | Не участвовал  | Не участвовал  | Не участвовал  | Не участвовал  | Не участвовал  | Не участвовал  | Не участвовал  | Не участвовал  | Не участвовал  | Не участвовал  | Не участвовал  |
| 2020/21                                                                                  | Сакраменто  | 36               | 6                | 13,6             | 50,8             | 35,1             | 72,1             | 3,1              | 0,8              | 0,4              | 0,5              | 6,3              | Не участвовал  | Не участвовал  | Не участвовал  | Не участвовал  | Не участвовал  | Не участвовал  | Не участвовал  | Не участвовал  | Не участвовал  | Не участвовал  | Не участвовал  |
| 2021/22                                                                                  | Сакраменто  | 60               | 20               | 21,3             | 45,2             | 30,6             | 78,0             | 5,6              | 1,0              | 0,9              | 0,5              | 8,9              | Не участвовал  | Не участвовал  | Не участвовал  | Не участвовал  | Не участвовал  | Не участвовал  | Не участвовал  | Не участвовал  | Не участвовал  | Не участвовал  | Не участвовал  |
| 2022/23                                                                                  | Сакраменто  | 66               | 0                | 10,4             | 58,9             | 23,7             | 74,0             | 3,0              | 0,6              | 0,3              | 0,3              | 4,9              | 3              | 0              | 2,0            | 0,0            | -              | 66,7           | 0,3            | 0,0            | 0,0            | 0,0            | 0,7            |
| 2023/24                                                                                  | Финикс      | 37               | 5                | 12,1             | 50,8             | 29,4             | 88,4             | 3,0              | 0,5              | 0,5              | 0,2              | 5,0              | Не участвовал  | Не участвовал  | Не участвовал  | Не участвовал  | Не участвовал  | Не участвовал  | Не участвовал  | Не участвовал  | Не участвовал  | Не участвовал  | Не участвовал  |
| 2023/24                                                                                  | Детройт     | 14               | 7                | 29,4             | 50,0             | 30,2             | 95,2             | 6,0              | 1,9              | 1,7              | 0,5              | 10,5             | Не участвовал  | Не участвовал  | Не участвовал  | Не участвовал  | Не участвовал  | Не участвовал  | Не участвовал  | Не участвовал  | Не участвовал  | Не участвовал  | Не участвовал  |
|                                                                                          | Всего       | 260              | 38               | 13,7             | 49,5             | 29,8             | 78,7             | 3,5              | 0,8              | 0,5              | 0,4              | 5,9              | 3              | 0              | 2,0            | 0,0            | -              | 66,7           | 0,3            | 0,0            | 0,0            | 0,0            | 0,7            |
| Наведите курсор мыши на аббревиатуры в заголовке таблицы, чтобы прочесть их расшифровку. |             |                  |                  |                  |                  |                  |                  |                  |                  |                  |                  |                  |                |                |                |                |                |                |                |                |                |                |                |

### Статистика в Джи-Лиге
| Сезон                                                                                    | Команда     | Регулярный сезон | Регулярный сезон | Регулярный сезон | Регулярный сезон | Регулярный сезон | Регулярный сезон | Регулярный сезон | Регулярный сезон | Регулярный сезон | Регулярный сезон | Регулярный сезон | Серия плей-офф | Серия плей-офф | Серия плей-офф | Серия плей-офф | Серия плей-офф | Серия плей-офф | Серия плей-офф | Серия плей-офф | Серия плей-офф | Серия плей-офф | Серия плей-офф |
| Сезон                                                                                    | Команда     | GP               | GS               | MPG              | FG%              | 3P%              | FT%              | RPG              | APG              | SPG              | BPG              | PPG              | GP             | GS             | MPG            | FG%            | 3P%            | FT%            | RPG            | APG            | SPG            | BPG            | PPG            |
| ---------------------------------------------------------------------------------------- | ----------- | ---------------- | ---------------- | ---------------- | ---------------- | ---------------- | ---------------- | ---------------- | ---------------- | ---------------- | ---------------- | ---------------- | -------------- | -------------- | -------------- | -------------- | -------------- | -------------- | -------------- | -------------- | -------------- | -------------- | -------------- |
| 2018/19                                                                                  | Остин Спёрс | 26               | 19               | 27,3             | 49,0             | 21,1             | 67,0             | 7,4              | 2,3              | 0,7              | 1,3              | 14,0             | Не участвовал  | Не участвовал  | Не участвовал  | Не участвовал  | Не участвовал  | Не участвовал  | Не участвовал  | Не участвовал  | Не участвовал  | Не участвовал  | Не участвовал  |
| 2019/20                                                                                  | Остин Спёрс | 25               | 22               | 29,0             | 54,9             | 37,9             | 62,8             | 8,9              | 2,5              | 1,3              | 1,6              | 18,0             | Не участвовал  | Не участвовал  | Не участвовал  | Не участвовал  | Не участвовал  | Не участвовал  | Не участвовал  | Не участвовал  | Не участвовал  | Не участвовал  | Не участвовал  |
|                                                                                          | Всего       | 51               | 41               | 28,2             | 52,1             | 33,8             | 65,7             | 8,1              | 2,4              | 1,0              | 1,5              | 16,0             | Не участвовал  | Не участвовал  | Не участвовал  | Не участвовал  | Не участвовал  | Не участвовал  | Не участвовал  | Не участвовал  | Не участвовал  | Не участвовал  | Не участвовал  |
| Наведите курсор мыши на аббревиатуры в заголовке таблицы, чтобы прочесть их расшифровку. |             |                  |                  |                  |                  |                  |                  |                  |                  |                  |                  |                  |                |                |                |                |                |                |                |                |                |                |                |

### Статистика в NCAA
| Сезон | Команда | Conf   | Class | GP  | GS | MPG  | FG%  | 3P%  | FT%  | RPG | APG | SPG | BPG | PPG  |
| --- | ------- | ------ | ----- | --- | -- | ---- | ---- | ---- | ---- | --- | --- | --- | --- | ---- |
| 2015/16 | УСК     | Pac-12 | FR    | 34  | 2  | 18,5 | 51,8 | 0,0  | 51,3 | 3,6 | 0,5 | 0,6 | 1,6 | 6,4  |
| 2016/17 | УСК     | Pac-12 | SO    | 36  | 36 | 31,3 | 55,2 | 50,0 | 74,1 | 7,8 | 1,4 | 0,8 | 1,5 | 14,8 |
| 2017/18 | УСК     | Pac-12 | JR    | 34  | 33 | 31,0 | 52,3 | 30,0 | 73,0 | 7,4 | 1,6 | 0,8 | 1,7 | 15,7 |
| Всего | Всего   | Всего  | Всего | 104 | 71 | 27,0 | 53,3 | 30,2 | 69,2 | 6,3 | 1,2 | 0,7 | 1,6 | 12,3 |
| Наведите курсор мыши на аббревиатуры в заголовке таблицы, чтобы прочесть их расшифровку Статистика приведена с сайта sports-reference.com |         |        |       |     |    |      |      |      |      |     |     |     |     |      |